# Coledocolitiasis
La coledocolitiasis es la presencia de cálculos en la vía biliar principal. Los cálculos así impactados pueden ser pequeños o de gran tamaño, únicos o múltiples y tienden a aparecer en un 6-12% de los pacientes con colelitiasis.

## Cuadro clínico
Dolor cólico seguido de ictericia, que tiene las siguientes características:
- Dolorosa
- Prurito
- Acolia
- Coluria
- Intermitente: ya que el cálculo se moviliza.

## Diagnóstico
- Colangiografía por perfusión o preoperatoria.
- Ecografía.
- Colangio pancreotografía endoscópica (CPRE).

## Tratamiento
La CPRE permite la extracción de los cálculos de la vía biliar sin necesidad de cirugía.  Se extraen por medio de un balón o de una canasta.  También se pueden destruir dentro de la vía biliar en lo que se conoce como litotripsia, además puede colocarse un tubo que permite la salida de la bilis (llamado stent) en caso de no poder extraer las piedras.
Otra posibilidad es una intervención quirúrgica cuyo objetivo es la extracción de los cálculos que provocan la obstrucción y así evitar tres consecuencias:
- Insuficiencia hepática.
- Pancreatitis aguda.
- Colangitis supurada.